# Marfan-Zeichen
Das Marfan-Zeichen ist ein typisches Symptom, das im Rahmen einer durch Vitamin-D-Mangel ausgelösten Rachitis und der damit verbundenen Hypocalciämie auftreten kann. Die dabei ab dem dritten Lebensmonat auftretenden Auftreibungen an den langen Röhrenknochen im Bereich der Meta- und Epiphyse sind an Hand- und Fußgelenken als Höcker tastbar. Sie bestehen aus subperiostal (unter der Knochenhaut) aufgelagertem Osteoid.
Als Marfanzeichen im engeren Sinn bezeichnet man vor allem die palpable Epiphysenauftreibung am tibialen Knöchel bei Rachitis. Es gilt als früheres und zuverlässigeres Zeichen als der sogenannte rachitische Rosenkranz.
Benannt ist das Marfan-Zeichen nach Antoine Marfan.

## Begriffsabgrenzung
Das Marfan-Zeichen ist ein typisches Symptom bei Rachitis. Das Marfan-Syndrom bezeichnet eine Erbkrankheit.